# أنتوني مارتن
أنتوني مارتن (بالإنجليزية: Anthony J. Martin)‏ (و. م) هو إحاثي، من الولايات المتحدة الأمريكية.

## التعليم
تعلم في جامعة ميامي، وجامعة جورجيا.

## مناصب وهيئات
أدار مدرسة الطب بجامعة إيموري.